# Sticheln (Kartenspiel)
Sticheln ist ein Kartenspiel des deutschen Spieleautors Klaus Palesch, das beim Verlag Amigo Spiel und Freizeit GmbH erschienen ist. Es stand bisher zweimal auf der regionalen Vorausscheidung (1995, 2003) zur Deutschen Mannschaftsmeisterschaft im Brettspiel auf dem Turnierprogramm. Es ist nicht mit dem historischen österreichischen Kartenspiel Sticheln zu verwechseln.

## Spielablauf
Es werden so viel Runden ausgetragen, wie Mitspieler teilnehmen (oder eine vorher ausgemachte Anzahl). In jeder Runde bekommt man 15 Karten auf die Hand, bei acht Spielern nur 14. Aus diesen sucht man sich eine Farbe aus, das wird die persönliche Ärgerfarbe. Die gewählte Karte sollte möglichst eine niedrige Ziffer aufweisen, denn der Wert zählt in der Abrechnung negativ. Nun wird taktisch klug reihum je eine Karte ausgespielt. Kein Spieler muss die angespielte Farbe bedienen. Man kann entweder abwerfen oder stechen. Dabei versucht man, die Anderen in ihrer Ärgerfarbe möglichst fett einzudecken. 
Sobald alle Karten gespielt sind, erfolgt die Wertung. Hierbei zählt jede Karte, welche nicht der Ärgerfarbe entspricht, einen Pluspunkt, alle Ziffern in der Ärgerfarbe zählen mit dem aufgedruckten Kartenwert negativ und werden von der Kartenanzahl abgezogen. Danach werden alle Karten gemischt und neu verteilt.

### Besonderheiten
- Der im traditionellen Stichspiel gängige Mechanismus des Trumpf-Auswählens wird in dieser innovativen Spieleentwicklung auf den Kopf gestellt. Alle Farben sind „Trumpf“ mit Ausnahme der jeweils in einem Stich zuerst angespielten Farbe. Man ist nicht verpflichtet zu bedienen.